# 埃讷沃兰
埃讷沃兰（法語：Ennevelin，法語發音：[ɛnvəlɛ̃]）是法国上法兰西大区北部省的一个市镇，位于该省中部，属于里尔区。

## 地理
埃讷沃兰（50°32'29"N, 3°7'46"E）面积9.92 平方千米，位于法国上法蘭西大區北部省，该省份为法国最北部的省份及最长的省份，西北濒北海，西接加来海峡省，南至埃纳省和索姆省，东与比利时接壤。
与埃讷沃兰接壤的市镇（或旧市镇、城区）包括：弗勒坦、佩韦勒地区唐普勒沃、阿沃兰、梅里尼、蓬塔马克。

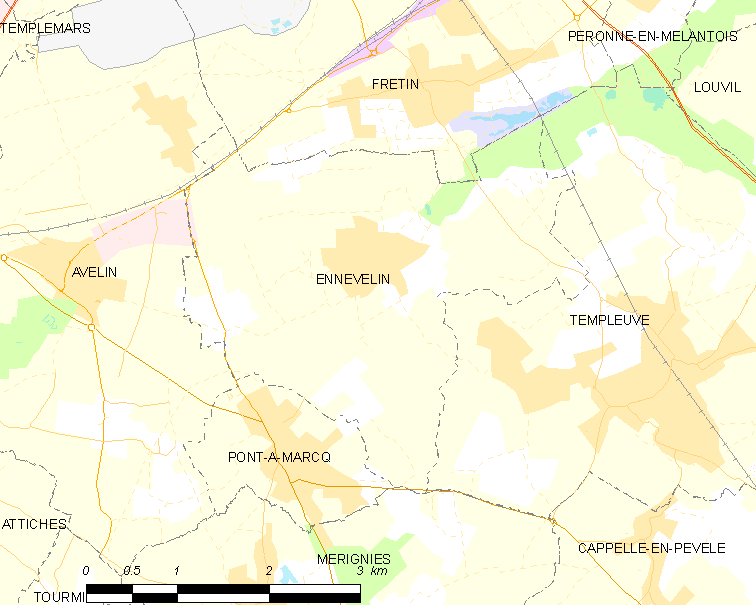
埃讷沃兰的OSM定位图

埃讷沃兰的时区为UTC+01:00、UTC+02:00（夏令时）。

## 行政
埃讷沃兰的邮政编码为59710，INSEE市镇编码为59197。

## 政治
埃讷沃兰所属的省级选区为佩韦勒地区唐普勒沃县。

## 人口

1962-2008年间埃讷沃兰人口变化图示

埃讷沃兰于2022年1月1日时的人口数量为2417人。